# Zameus
Zameus is een monotypisch geslacht van kraakbeenvissen uit de familie van de Sluimer- of ijshaaien (Somniosidae).

## Soort
Het geslacht bevat de volgende soort:
- Zameus squamulosus (Günther, 1877) – Fluweelijshaai